# 新峙站
新峙站（：／ Sinchi yeok */?）曾經为韩国铁路旌善线上的一座鐵路站，位于江原道旌善郡，废止时间不详。